# Salvatore Poddighe
(Introduzione a Sa Mundana Cummedia)
Salvatore Poddighe (Sassari, 6 gennaio 1871 – Iglesias, 14 novembre 1938) è stato un poeta italiano, autore di un poemetto in lingua sarda.

## Biografia
Nacque a Sassari da genitori di Dualchi, paese in cui la famiglia ritornò a vivere dopo poche settimane e dove egli rimase fino all'età di diciotto anni. Attratto dalla possibilità di trovare lavoro nelle miniere dell'Iglesiente, si trasferì ad Iglesias dove, lavorando come minatore, conobbe altri poeti quali Sebastiano Moretti di Tresnuraghes, Pietro Carìa di Macomer ed Antonio Bachìsio Denti di Ottana, con i quali strinse un profondo legame di amicizia nonché di passione politica (basti solo leggere i loro versi della poesia "Contr'a s'isfruttadòre"): l'allor condizione di una Sardegna i cui figli erano sradicati dalle campagne e sottoposti al duro lavoro delle miniere lo colpì molto, tanto da fargli maturare idee di sinistra affini al socialismo libertario. Forgiarono inoltre il carattere del poeta eventi quali l'eccidio di Buggerru del 1904, i moti di ribellione sardi del 1906 ( in molti pesi e città sarda, tra le quali Cagliari, con morti feriti e arrestati, a Iglesias l'eccidio dell'11 Maggio 1920) ed il clima di sindacalizzazione di quei tempi, in congiunzione con le sue letture dei classici del pensiero politico che nel frattempo era giunto a conoscere durante il suo periodo di emigrazione a Torino.
Fra il 1917 ed il 1922 pubblicò Sa mundana commédia, un poemetto in ottava rima in lingua sarda, l'opera fu pubblicata nella sua interezza 1924 dalla tipografia Varsi di Iglesias. Nello stesso anno il Concilio plenario dei vescovi sardi aveva vietato ai poeti estemporanei di trattare argomenti di dottrina ecclesiastica. 
In quegli anni inoltre, in un clima di assimilazione culturale, erano state poste in atto una serie di  divieti e disposizioni contro l'uso delle lingue minoritarie e di quelle straniere, compresa il sardo: anche le gare di poesia estemporanea furono censurate dal 1932 fino al 1937.
Pertanto, questo scritto di contenuto politico e satirico, sia per il suo carattere di denuncia sociale che per l'uso del sardo, non ebbe al tempo grande diffusione. L'opera fu infatti sequestrata nel 1934 per disposizione del questore di Cagliari; essendo scomparsi nel frattempo anche i suoi amici più cari (il Moretti nel 1932, seguito dal Caria nel 1934), cadde in una depressione tanto acuta da indurlo a morire, al fine, suicida.

## Opere
- Sa mundana cummédia, (a cura di Giampaolo Mura), Cagliari, 1980